# Zosterops winifredae
Zosterops winifredae — вид воробьиных птиц из семейства белоглазковых. Ранее его считали подвидом Zosterops poliogastrus, но опубликованное в 2014 году молекулярное исследование, направленное на выявлении филогенетических отношений среди таксонов, позволило выделить Zosterops winifredae в качестве отдельного вида.

## Название
Таксон назван в честь Уинифред Мюриель Моро, жены английского орнитолога Реджинальда Моро.

## Распространение
Ареал вида ограничен южной частью гор Паре, расположенных на северо-востоке Танзании.

## Описание
Длина тела 11-12 см. Имеется белое кольцо вокруг глаза.

## Охранный статус
МСОП присвоил виду охранный статус VU.